# Eleição municipal de Petrolina em 1972
A eleição municipal de Petrolina em 1972 ocorreu em 15 de novembro do mesmo ano, em turno único, para eleger o prefeito, vice-prefeito e vereadores que administrariam a cidade. O então prefeito de Petrolina era Simão Amorim Durando (ARENA) que foi eleito na eleição em 1968, seu mandato terminou em 31 de janeiro de 1973. Geraldo de Souza Coelho (ARENA) foi eleito prefeito de Petrolina, o partido oposição  MDB não apresentou nenhum candidato. O próximo prefeito só viria a ser eleito na eleição municipal de Petrolina em 1976. A unica chapa a se candidata era formada Geraldo Coelho ex-vereador e irmão ex-governador Nilo Coelho e como vice-prefeito Nilberto Moura Leal também ex-vereador.

## Candidatos a Prefeito de Petrolina
|  | Candidato a Prefeito    | Candidatos a Vice-Prefeito | Partido |
|  | ----------------------- | -------------------------- | ------- |
|  | Geraldo de Souza Coelho | Nilberto Moura Leal        | Arena   |

## Resultados

### Prefeitos
| Candidato               | Candidato Vice         | 1º Turno 15 de novembro de 1972 | 1º Turno 15 de novembro de 1972 |
| Candidato               | Candidato Vice         | Votação                         | Votação                         |
| Candidato               | Candidato Vice         | Total                           | Porcentagem                     |
| ----------------------- | ---------------------- | ------------------------------- | ------------------------------- |
| Geraldo de Souza Coelho | Nilberto Moura Leal    | 10.065                          | 100%                            |
| Total de votos válidos  | Total de votos válidos | 10.065                          | 100%                            |
| Votos apurados          |                        |                                 |                                 |
| Votos Válidos           | Votos Válidos          | 10.065                          | 83.4%                           |
| Votos Brancos           | Votos Brancos          | 1.688                           | 14%                             |
| Votos Nulos             | Votos Nulos            | 251                             | 2.6%                            |
| Total votos Apurados    | Total votos Apurados   | 12.004                          | 100%                            |
| Comparecimento          | Comparecimento         | 12.004                          | 70%                             |
| Abstenção               | Abstenção              | 5.328                           | 30%                             |
| Total de eleitores      | Total de eleitores     | 17.332                          | 100%                            |

Fonte:TSE

### Vereadores
|   | Vereadores Eleitos em 1972 |
| - | -------------------------- |
| 1 | Jeconias José dos Santos   |
| 2 | Lauriano Alves Correia     |
| 3 | Augusto de Souza Coelho    |
| 4 | Clenicio Souza             |
| 5 | Eurico de Sá Cavalcante    |
| 6 | Geraldo Teixeira Coelho    |
| 7 | Joaquim Amorim.            |